# Aguinaldo Policarpo Mendes da Veiga
Aguinaldo Policarpo Mendes da Veiga, oder einfach Aguinaldo (* 25. März 1989 in Luanda) ist ein angolanischer ehemaliger Fußballspieler. 

## Karriere

### Verein
Das Fußballspielen erlernte Aguinaldo in den Jugendmannschaften von SC Torre, Alta de Lisboa und Académica de Coimbra in Portugal. Seinen ersten Vertrag unterschrieb er 2008 beim portugiesischen Club GD Tourizense. Der Verein aus Touriz in der Gemeinde Midões spielte in der dritten Liga, der Campeonato Nacional de Seniores. Mitte 2010 wechselte er für den Rest des Jahres zu CD Tondela nach Tondela. 2011 verließ er Portugal und ging nach Angola, wo er sich dem Clube Recreativo Desportivo do Libolo aus Libolo anschloss. Von August 2012 bis Januar 2013 wurde er an den AE Paphos nach Zypern ausgeliehen. Nach Vertragsende in Libolo im August 2013 war er bis Mitte Dezember 2013 vertrags- und vereinslos. Der tunesische Verein Club Athlétique Bizertin nahm ihn ab Mitte Dezember unter Vertrag. Der Verein aus Bizerte spielte in der höchsten Liga des Landes, der Championnat de Tunisie. Von September 2014 bis Juni 2015 erfolgte eine Ausleihe nach Katar. Mit dem Al-Mesaimeer SC aus Mesaimeer spielte er 15 Mal in der Qatar Stars League, der ersten Liga des Landes. Im Juli 2015 ging er wieder nach Angola, wo ihn der GD Interclube aus der Hauptstadt Luanda unter Vertrag nahm. Nach einem halben Jahr wechselte er im Januar 2016 wieder nach Zypern. Hier spielte er für Doxa Katokopia und AEL Limassol. 2017 spielte er für die portugiesischen Clubs Gil Vicente FC und Eléctrico FC. Anfang 2018 zog es ihn nach Asien. In Thailand nahm ihn Ubon UMT United unter Vertrag. Der Verein aus Ubon Ratchathani spielte in der ersten Liga, der Thai League. Nach der Hinserie verließ er Ubon und wechselte nach Rumänien zum Erstligisten FC Politehnica Iași nach Iași. Der malaiische Zweitligaclub Sabah FA aus Sabah nahm ihn im Mai 2019 unter Vertrag. Mit dem Club wurde er Meister der Malaysia Premier League und stieg somit in die erste Liga, der Malaysia Super League auf. Nach dem Aufstieg verließ er den Verein und schloss sich für den Rest des Jahres in Portugal dem Viertligisten Real SC in Queluz an. Im Februar 2021 unterschrieb er in Rumänien einen Vertrag beim FC Metaloglobus. Für den Zweitligisten aus Bukarest betritt er elf Ligaspiele. Im Juli 2021 zog es ihn nach Bahrain. Bis Dezember 2022 lief er für die Erstligisten al-Najma Club und East Riffa Club auf. Seither war er auf keiner Spielerliste mehr zu finden.

### Nationalmannschaft
Von 2011 bis 2012 spielte Aguinaldo viermal in der Nationalmannschaft von Angola.

## Erfolge
Sabah FA
- Malaisischer Zweitligameister: 2019  ▲